# 彭对喜
彭对喜（1947年12月—），男性，土家族，湖南省永顺县人，中华人民共和国政治人物。

## 生平
彭对喜于1947年12月出生于湖南省永顺县，是中國工農紅軍第二方面軍红军的后代。1969年12月，彭对喜步入政坛，在湘西州大庸县邮政局办公室担任秘书。1970年12月，彭对喜加入中国人民解放军，成为3182部队的一名战士，期间，因表现良好于1971年11月受上司嘉奖，1976年4月退役并回到大庸县邮电局工作。1978年，彭对喜考入湘潭大学政治经济系学习，并在1978年度获校方评为“三好”学生，期间还多次获表彰为湘大优秀学生干部，此后他还在学校担任校学生会主席。
1982年，从湘潭大学毕业后，彭对喜进入湖南省人大常委会，先后担任人大办公厅联络处干部、人大民委办公室副主任。1984年3月，彭对喜回到家乡永顺县，先后担任县人民政府副县长、中共永顺县委副书记、县长等职。1986年7月，彭对喜回到长沙市，担任湖南省人大教科文卫委员会委员、副主任委员。1993年1月，任省人大常委会委员、省人大教科文卫委员会主任委员。1995年2月，转任湖南省计划生育委员会主任。
1997年10月，彭对喜再度回到湘西州，任中共湘西州委书记。2003年，彭对喜调回长沙，出任中共湖南省委政法委副书记，期间当选中共十七大代表，2008年5月离职，2011年3月退休。卸任後，他繼續以湘潭大学长沙校友会会长等身份活躍於湖南省內外。